# Галсней
Галсней (норв. Halsnøy) або Галснея (норв. Halsnøya) — острів у муніципалітеті Квінхерад, у фюльке (районі) Гордаланн, регіон Вестланд, Норвегія. Острів розташований між Гардангер-фіордом і Сконевік-фіордом і має площу 38 км2. На острові проживає близько 2300 жителів (2008), і це найбільш густонаселений острів у муніципалітеті Квіннхерад. До 2008 року це був найбільш густонаселений острів у Норвегії, який не мав прямого сполучення з сушею, але того року був відкритий тунель Галсней, який нарешті з'єднав його дорогою з материком. Існує регулярне поромне сполучення з південної частини Галснея до сусідніх островів Ф'єлбергея та Боргундея, розташованих на південь від острова Галсней.

## Історія
На острові розташовувалося абатство Галсней (закрите в 1536 році), яке колись було одним із найбагатших монастирів у Норвегії. Сьогодні це дуже популярна туристична пам'ятка. У 1896 році один із найстаріших човнів, знайдених у Норвегії — Галснейський човен був знайдений у затоці Тофтевог на північній стороні острова. У 2006 році його було реконструйовано в повному обсязі, а на місці знахідки встановлено пам'ятник.

## Міські території та промисловість

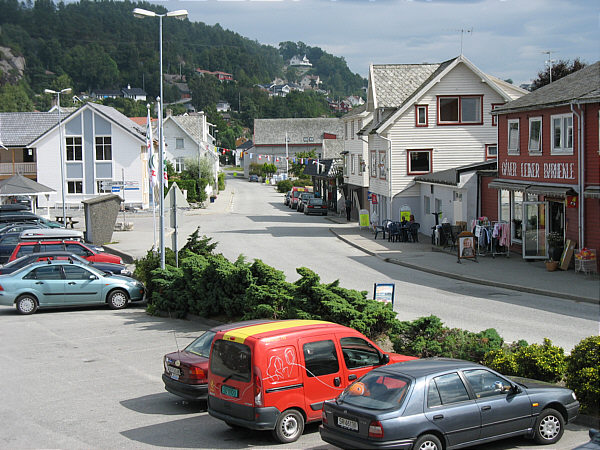
Гейландсбігд

Місцеві жителі зазвичай ділять Галсней на дві неофіційні частини: «utøyo» (зовнішній острів) і «innøyo» (внутрішній острів). Частина «зовнішній острів» складається з сіл Себовік і Ейдсвік, розташованих у вузькій північно-західній частині острова. Частина «внутрішній острів» зазвичай розглядається як сільська територія навколо Гейландсбігда і більша, дикіша та суворіша південно-східна частина острова. Містечко Гейландсбігд (норв. Høylandsbygd) є однією з судноплавних столиць Західної Норвегії.

## Туризм і визначні місця
Галсней є популярним місцем для туристів, особливо з Німеччини та Нідерландів. Деякі з його найпопулярніших туристичних визначних пам'яток включають руїни абатства Галсней, «Радіохола» — важкодоступне місце, звідки під час Другої світової війни таємно транслювалося союзне радіо та Гейландсбігдський корабельний мурал.
Влітку багато будинків для відпочинку здаються в оренду західноєвропейським (переважно німецьким і голландським) туристам, які в основному присвячують себе риболовлі.